# Filha das Montanhas Reyhan
Filha das Montanhas Reyhan (em azeri:  Dağlar qızı Reyhan) é uma canção popular azeri.

## História

### Origem
Segundo a lenda, a canção fala de Reyhan, quem derrotou aos Tashnags na região Gəlinqaya de Quba. Durante os eventos de março de 1918, os Dashnaks atacaram um casamento azeri e mataram ao noivo, enquanto a noiva fugiu às montanhas e escondeu-se. Mais tarde, a noiva chamada Reyhan, que reuniu um destacamento, derrotou aos Dashnaks. Reyhan foi preso pela administração soviética em 1928, mas depois escapou. Depois viveu sua vida num monasterio baixo um nome falso.

### Actuação
Em 1959, Fikret Amirov compôs a música para o poema "Filha das Montanhas Reyhan". Segundo um rumor, a letra da canção pertence ao poeta Talat Eyyubov. A canção foi interpretada pela primeira vez pelo Artista do Povo da URSS Rashid Behbudov em 1960, mas a actuação mais famosa foi a do Artista do Povo de Azerbaijão Zeynab Khanlarova.
Na estação Inshaatchilar do metro de Bakú escutam-se partes da canção "Filha das Montanhas Reyhan".